# S.O.S. Spazio 1999
S.O.S. Spazio 1999 è un singolo del gruppo musicale italiano Oliver Onions pubblicato nel 1979.

## Descrizione
S.O.S. Spazio 1999, scritta da Franco Migliacci e Cesare De Natale, su musica di Guido e Maurizio De Angelis, era la sigla finale della seconda serie del telefilm di produzione italo-britannica Spazio 1999, andata in onda sulla Rete 1 a partire dal 1976. Il brano ricicla il tema di un loro precedente lavoro, la colonna sonora dei film Pari e dispari e Lo chiamavano Bulldozer. dal titolo Miss Robot.
Sul lato b era incisa la versione strumentale.
Il 45 giri raggiunse la ventinovesima posizione dei singoli più venduti.

## Tracce
1. S.O.S. Spazio 1999 – 4:06 (Franco Migliacci, Cesare De Natale, Guido e Maurizio De Angelis)
2. S.O.S. Spazio 1999 (strumentale) – 3:59 (Guido e Maurizio De Angelis)

Durata totale: 8:05